# Блесков, Александр Алексеевич
Александр Алексеевич Блесков (1 ноября 1922, Алисово, Орловская губерния — 22 декабря 2006, Горькая Балка, Ставропольский край) — председатель колхоза имени Ленина Советского района Ставропольского края, Герой Социалистического Труда.

## Биография
Родился 1 ноября 1922 года в селе Алисово (ныне — Хотынецкого района Орловской области). В июне 1941 года окончил среднюю школу.
В июне 1941 года был призван в Красную Армию и направлен в Орловское пехотное училище. Из-за сложной обстановки на фронте учёбу не закончил и был направлен в действующую армию сержантом. Воевал на Волховском фронте командиром отделения стрелкового батальона. Был дважды ранен. После второго, тяжелого, ранения почти год пролежал в госпитале в Ташкенте. В 1943 году был комиссован по ранению, получил инвалидность.
В том же году поступил в Харьковский сельскохозяйственный институт, который во время войны находился в эвакуации в Ташкенте. Окончив институт в 1947 году, молодой агроном Александр Блесков уехал в далекую калмыцкую степь, на «чёрные земли» главным агрономом животноводческого совхоза «Буратинский».
С 1949 года работал главным агрономом, а затем начальником Солдато-Александровского районного земельного отдела Ставропольского края. В конце 1952 года после объединения Солдато-Александровского и Воронцово-Александровского районов А. А. Блесков стал директором Отказненской МТС, которая обслуживала колхозы сёл Отказного и Горькой Балки.
В марте 1958 года был избран председателем колхоза имени Ленина в селе Горькая Балка, самого депрессивного хозяйства зоны обслуживания МТС. В этой должности проявил себя инициативным, творческим и грамотным руководителем. Благодаря богатому опыту специалиста-агронома и организатора аграрного производства, некогда отсталое хозяйство вышло в число передовых в районе, стало одним из лидирующих в крае.
Вверенный Блескову А. А. коллектив добивался достойных результатов по самым разным направлениям — в производстве зерна, подсолнечника, молока, мяса, шерсти. Несмотря на расположение хозяйства в крайне засушливых климатических условиях, высокая культура земледелия, применение органических и минеральных удобрений, достаточная обеспеченность сельскохозяйственной техникой позволили труженикам колхоза достигнуть высоких показателей как в растениеводстве, так и в отрасли животноводства.
Указом Президиума Верховного Совета СССР от 7 декабря 1973 года за большие успехи, достигнутые во Всесоюзном социалистическом соревновании, и проявленную трудовую доблесть в выполнении принятых обязательств по увеличению производства и продажи государству зерна и других продуктов земледелия в 1973 году Блескову Александру Алексеевичу присвоено звание Героя Социалистического Труда с вручением ордена Ленина и золотой медали «Серп и Молот».
А. А. Блесков руководил хозяйством более 30 лет, до 1989 года. За это время колхоз превратился в высокорентабельное многоотраслевое хозяйство. Стабильно выполнялись и перевыполнялись пятилетние планы. Так, в 1975—1979 годах они были выполнены по продаже мяса на 112 %, молока на 120 %, шерсти на 106 %. В 1979 году государству было продано 412 тонн мяса, 1283 тонны молока, 61 тонна шерсти. Коллектив колхоза дважды в 1977 и 1978 годах, награждался переходящим Красным знаменем ЦК КПСС, Совета Министров СССР, ВЦСПС и ЦК ВЛКСМ.
Рост производства сельскохозяйственной продукции, её реализация позволили повысить денежные доходы и прибыльность хозяйства. Высокая рентабельность дала возможность колхозу ежегодно выделять значительные суммы денежных средств как на развитие производства, так и на культурно-бытовое строительство. Были заново отстроены все животноводческие фермы, мехмастерские, комбикормовые заводы, возведены химический склад ёмкостью 2 тысячи тонн, пекарня, нефтебаза, база для электроподстанции, полевые культстаны, здание сельского Совета, Дворец культуры на 600 мест со спортзалом, торговый центр, средняя школа на 640 учащихся. Более восьмисот семей колхозников вселились в новые благоустроенные дома.
В 1971—1981 — член ЦК КПСС. Избирался депутатом краевого Совета народных депутатов, членом крайкома КПСС. Был делегатом XXIV, XXV и XXVI съездов КПСС. В 2003 году ему присвоено звание «Почётного гражданина Ставропольского края».
Жил в селе Горькая Балка. Умер 22 декабря 2006 года. Урна с прахом захоронена в колумбарии № 18 Донского кладбища города Москвы (колумб. 18, зал 12).
Награждён двумя орденами Ленина, орденом Октябрьской революции, двумя орденами Отечественной войны 2-й степени, орденом Трудового Красного Знамени, двумя орденами «Знак Почёта», медалями.